# Ansó (kommunhuvudort)
Ansó (baskiska: Berari) är en kommunhuvudort i Spanien.   Den ligger i provinsen Provincia de Huesca och regionen Aragonien, i den nordöstra delen av landet, 300 km nordost om huvudstaden Madrid. Ansó ligger 859 meter över havet och antalet invånare är 519.
Terrängen runt Ansó är kuperad åt sydväst, men åt nordost är den bergig. Runt Ansó är det mycket glesbefolkat, med 3 invånare per kvadratkilometer. Närmaste större samhälle är Hecho, 6,8 km öster om Ansó. I omgivningarna runt Ansó växer i huvudsak blandskog.